# Jakub Voráček
Jakub Voráček (* 15. srpna 1989 Kladno) je bývalý český profesionální hokejový útočník, který odehrál přes tisíc utkání v severoamerické NHL, převážně za klub Philadelphia Flyers. Z hlediska počtu získaných kanadských bodů (806) je čtvrtým nejúspěšnějším Čechem v dějinách NHL.

## Soukromý život
Je také členem týmu Real TOP Praha, v jehož dresu se zúčastňuje charitativních zápasů a akcí. Nadace Jakuba Voráčka podporuje výzkum a vznik registru pacientů s roztroušenou sklerózou, činnost a rozvoj RS center v České republice.

## Hráčská kariéra

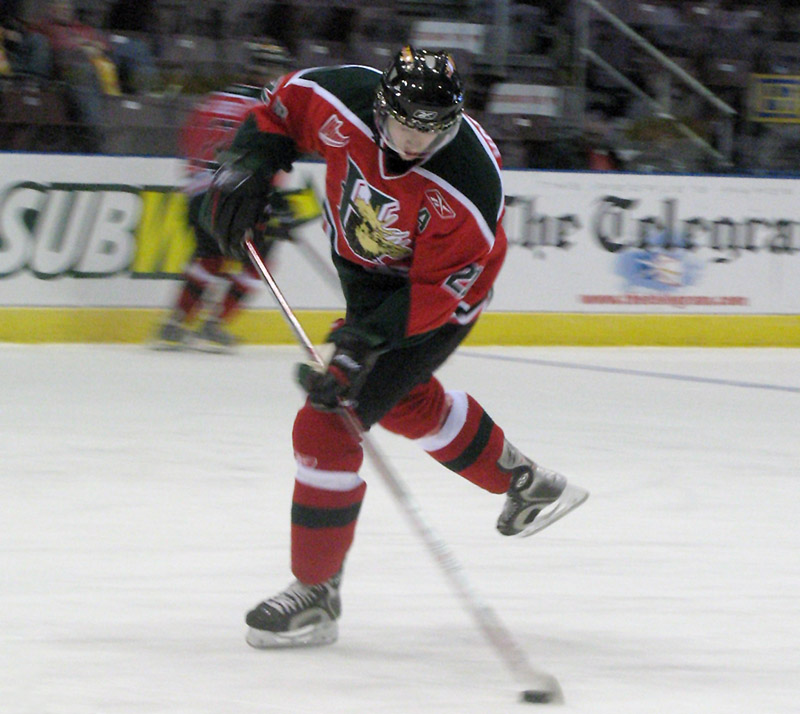
Voráček v dresu Halifax Mooseheads

K prvnímu extraligovému zápasu nastoupil v sezóně 2005/06 za HC Rabat Kladno. V roce 2006 nastoupil na jednu sezónu za tým Halifax Mooseheads v QMJHL. Dne 2. srpna 2007 podepsal s Blue Jackets tříletou smlouvu. Svůj první gól v NHL vstřelil ve svém prvním zápasu 10. října 2008 Martymu Turcovi z Dallasu Stars. Voráček také přihrál na první gól v playoff, který vstřelil R. J. Umberger. Dne 23. června 2011 byl vyměněn do Philadelphie Flyers za Jeffa Cartera. Dne 1. července podepsal s Flyers roční smlouvu, v týž den jeho nový tým získal na jeden rok i dalšího kladenského rodáka Jaromíra Jágra. Na konci července 2013 prodloužil smlouvu s vedením Flyers o další čtyři roky, za které získá celkem 17 milionů dolarů. V červenci roku 2015 prodloužil s Philadelphií smlouvu na dalších osm let, za které měl získat celkem 66 milionů dolarů, což z něj dělalo jednoho z deseti nejlépe vydělávajících hokejistů v NHL.
Dne 24. července 2021 byl vyměněn do Columbusu Blue Jackets za útočníka Cama Atkinsona, do klubu se tak vrátil po 10 letech. Po otřesu mozku, který utrpěl při zápase 4. listopadu 2022, zůstal dlouhodobě na marodce a mezitím byl v březnu 2023 vyměněn do Arizony. Za Arizonu nenastoupil k jedinému utkání ani ve zbytku ročníku 2022/2023, ani v následující sezóně 2023/2024, po níž mu vypršela osmiletá smlouva. V dubnu 2024 v rozhovoru uvedl, že „[n]a led už mě hlava a zranění nepustí. Teď už to můžu říct oficiálně. Je to součást hokejové kariéry. Všechno jednou končí a něco nového, někdy i krásnějšího, začíná.“ Tento výrok média interpretovala jako vyjádření k ukončení hráčské kariéry, nicméně sám Voráček následně informaci korigoval, že o oficiální ukončení kariéry nejde.

## Reprezentační kariéra
Již od mládežnických kategorií reprezentuje ČR, účastnil se na dvou mistrovství světa do 18 let v letech 2006 a 2007, dvou mistrovství světa dvacetiletých v letech 2007 a 2008. Jeho premiéra v seniorském týmu nastala 29. dubna 2010 na LG Hockey Games ve Švédsku. Pomohl českému týmu vyhrát zlatou medaili na mistrovství 2010 a o rok později vyhrát bronz na mistrovství 2011 v Bratislavě, kde vstřelil 1 gól a na 2 přihrál. O dva roky později na MS 2013 ve Švédsku se stal se 7 body nejproduktivnějším Čechem na šampionátu. V roce 2014 se zúčastnil ZOH v ruském Soči, kde s týmem nestačili ve čtvrtfinále na výběr USA a obsadili celkové 6. místo. Absolvoval také domácí MS 2015, kde byl kapitánem národního týmu, který obsadil celkové 4. místo.

## Další činnost
V květnu 2023 přijal nabídku Roberta Záruby a pro Českou televizi spolukomentoval jeden zápas české hokejové reprezentace v rámci Českých hokejových her, během kterých také působil jako expert ve studiu. K činnosti televizního spolukomentátora a experta se vrátil na Mistrovství světa 2024.
Od září 2023 do dubna 2024 byl mentorem ve svém mateřském klubu Rytíři Kladno.

## Ocenění a úspěchy
- 2007 QMJHL – RDS Cup
- 2007 QMJHL – Michel Bergeron Trophy
- 2007 QMJHL – All-Rookie Tým
- 2018 QMJHL – All-Star Tým
- 2015 Zlatá hokejka [15]

## Prvenství
- Debut v NHL – 10. října 2008 (Dallas Stars proti Columbus Blue Jackets)
- První gól v NHL – 10. října 2008 (Dallas Stars proti Columbus Blue Jackets, kanadskému brankáři Marty Turco)
- První asistence v NHL – 10. října 2008 (Dallas Stars proti Columbus Blue Jackets)
- První hattrick v NHL – 20. února 2013 (Pittsburgh Penguins proti Philadelphia Flyers)

## Klubové statistiky
| Sezóna         | Klub                  | Soutěž         |        | Základní část | Základní část | Základní část | Základní část | Základní část |        | Play off | Play off | Play off | Play off | Play off |
| Sezóna         | Klub                  | Soutěž         | Z      | G             | A             | B             | TM            | Z             | G      | A        | B        | TM       |          |          |
| 2005–06        | HC Rabat Kladno       | ČHL            | 1      | 0             | 0             | 0             | 0             | —             | —      | —        | —        | —        |          |          |
| 2006–07        | Halifax Mooseheads    | QMJHL          | 59     | 23            | 63            | 86            | 26            | 12            | 7      | 17       | 24       | 6        |          |          |
| 2007–08        | Halifax Mooseheads    | QMJHL          | 53     | 33            | 68            | 101           | 42            | 15            | 5      | 13       | 18       | 14       |          |          |
| 2008–09        | Columbus Blue Jackets | NHL            | 80     | 9             | 29            | 38            | 44            | 4             | 0      | 1        | 1        | 8        |          |          |
| 2009–10        | Columbus Blue Jackets | NHL            | 81     | 16            | 34            | 50            | 26            | —             | —      | —        | —        | —        |          |          |
| 2010–11        | Columbus Blue Jackets | NHL            | 80     | 14            | 32            | 46            | 26            | —             | —      | —        | —        | —        |          |          |
| 2011–12        | Philadelphia Flyers   | NHL            | 78     | 18            | 31            | 49            | 32            | 11            | 2      | 8        | 10       | 8        |          |          |
| 2012–13        | HC Lev Praha          | KHL            | 23     | 7             | 13            | 20            | 22            | —             | —      | —        | —        | —        |          |          |
| 2012–13        | Philadelphia Flyers   | NHL            | 48     | 22            | 24            | 46            | 35            | —             | —      | —        | —        | —        |          |          |
| 2013–14        | Philadelphia Flyers   | NHL            | 82     | 23            | 39            | 62            | 22            | 7             | 2      | 2        | 4        | 4        |          |          |
| 2014–15        | Philadelphia Flyers   | NHL            | 82     | 22            | 59            | 81            | 78            | —             | —      | —        | —        | —        |          |          |
| 2015–16        | Philadelphia Flyers   | NHL            | 73     | 11            | 44            | 55            | 38            | 6             | 1      | 0        | 1        | 4        |          |          |
| 2016–17        | Philadelphia Flyers   | NHL            | 82     | 20            | 41            | 61            | 56            | —             | —      | —        | —        | —        |          |          |
| 2017–18        | Philadelphia Flyers   | NHL            | 82     | 20            | 65            | 85            | 50            | 6             | 0      | 3        | 3        | 6        |          |          |
| 2018–19        | Philadelphia Flyers   | NHL            | 78     | 20            | 46            | 66            | 25            | —             | —      | —        | —        | —        |          |          |
| 2019–20        | Philadelphia Flyers   | NHL            | 69     | 12            | 44            | 56            | 31            | 14            | 4      | 5        | 9        | 22       |          |          |
| 2020–21        | Philadelphia Flyers   | NHL            | 53     | 9             | 34            | 43            | 18            | —             | —      | —        | —        | —        |          |          |
| 2021–22        | Columbus Blue Jackets | NHL            | 79     | 6             | 56            | 62            | 44            | —             | —      | —        | —        | —        |          |          |
| 2022–23        | Columbus Blue Jackets | NHL            | 11     | 1             | 5             | 6             | 0             | —             | —      | —        | —        | —        |          |          |
| 2022–23        | Arizona Coyotes       | NHL            | zraněn | zraněn        | zraněn        | zraněn        | zraněn        | zraněn        | zraněn | zraněn   | zraněn   | zraněn   | zraněn   |          |
| 2023–24        | Arizona Coyotes       | NHL            | zraněn | zraněn        | zraněn        | zraněn        | zraněn        | zraněn        | zraněn | zraněn   | zraněn   | zraněn   | zraněn   |          |
| Celkem v NHL   | Celkem v NHL          | Celkem v NHL   | 1058   | 223           | 583           | 806           | 525           | 49            | 9      | 19       | 28       | 54       |          |          |
| Celkem v QMJHL | Celkem v QMJHL        | Celkem v QMJHL | 112    | 56            | 131           | 187           | 68            | 27            | 12     | 30       | 42       | 20       |          |          |

## Reprezentace
| Rok                       | Tým                       | Soutěž                    | Z  | G  | A  | B  | TM |
| ------------------------- | ------------------------- | ------------------------- | -- | -- | -- | -- | -- |
| 2006                      | Česko                     | MS-18                     | 7  | 3  | 3  | 6  | 6  |
| 2007                      | Česko                     | MS-18                     | 4  | 1  | 2  | 3  | 2  |
| 2007                      | Česko                     | MSJ                       | 6  | 1  | 2  | 3  | 4  |
| 2008                      | Česko                     | MSJ                       | 6  | 0  | 6  | 6  | 4  |
| 2010                      | Česko                     | MS                        | 9  | 0  | 2  | 2  | 6  |
| 2011                      | Česko                     | MS                        | 9  | 1  | 2  | 3  | 2  |
| 2013                      | Česko                     | MS                        | 8  | 1  | 6  | 7  | 2  |
| 2014                      | Česko                     | OH                        | 5  | 1  | 1  | 2  | 2  |
| 2016                      | Česko                     | SP                        | 3  | 1  | 1  | 2  | 4  |
| 2017                      | Česko                     | MS                        | 8  | 1  | 5  | 6  | 6  |
| 2019                      | Česko                     | MS                        | 10 | 4  | 12 | 16 | 2  |
| Juniorská kariéra celkově | Juniorská kariéra celkově | Juniorská kariéra celkově | 23 | 5  | 13 | 18 | 16 |
| Seniorská kariéra celkově | Seniorská kariéra celkově | Seniorská kariéra celkově | 62 | 12 | 36 | 48 | 30 |